# Critics’ Choice Television Award/Beste Dramaserie
Der Critics’ Choice Television Award in der Kategorie Beste Dramaserie (Originalbezeichnung: Best Drama Series) ist eine der Auszeichnungen, die jährlich in den Vereinigten Staaten von der Broadcast Television Journalists Association, einem Verband von Fernsehkritikern, verliehen werden. Sie richtet sich an hervorragende Fernsehserien aus dem Genre Drama. Die Kategorie wurde 2011 ins Leben gerufen. Die Gewinner werden in einer geheimen Abstimmung durch die Fernsehkritiker des Verbandes ermittelt.

## Geschichte und Rekorde
Seit der ersten Verleihung hat die Broadcast Television Journalists Association eine Gesamtanzahl von elf Preisen in der Kategorie Beste Dramaserie an acht verschiedene Serien verliehen. Der erste Preisträger war AMCs Mad Men, die 2011 ausgezeichnet wurde. Der bisher letzte Preisträger war HBOs Succession, die 2020 geehrt wurde. Die Anzahl der Nominierungen lag bei der ersten Verleihung noch bei zehn Serien, bei den nachfolgenden nur noch bei sechs, sieben oder acht.
Die folgende Liste ist eine Aufzählung von Rekorden der häufigsten Nominierten und Gewinnern in der Kategorie Beste Dramaserie. Die Gewinner und Nominierten in den anderen Serien- und Schauspielkategorien werden nicht mitgezählt.
| Statistik                          | Serie           | Anzahl | Jahre                                                   |
| ---------------------------------- | --------------- | ------ | ------------------------------------------------------- |
| Häufigste Auszeichnung             | Breaking Bad    | 2      | 2013, 2014                                              |
| Häufigste Auszeichnung             | Game of Thrones | 2      | 2013, 2016 (Dez.)                                       |
| Häufigste Auszeichnung             | The Americans   | 2      | 2015, 2019                                              |
| Häufigste Nominierungen (* = Sieg) | Game of Thrones | 8      | 2011, 2012, 2013*, 2014, 2015, 2016 (Dez.)*, 2018, 2020 |
| Häufigste Nominierung ohne Sieg    | Good Wife       | 5      | 2011, 2012, 2013, 2014, 2015                            |

## Gewinner und Nominierte
Die unten aufgeführten Fernsehserien werden mit ihrem deutschen Ausstrahlungstitel (sofern ermittelbar) angegeben, danach folgt in Klammern in kursiver Schrift der fremdsprachige Originaltitel. Die Nennung des Originaltitels entfällt, wenn deutscher und fremdsprachiger Serientitel identisch sind. Die Gewinner stehen hervorgehoben in fetter Schrift an erster Stelle.
2011
Mad Men
Boardwalk Empire
Dexter
Friday Night Lights
Fringe – Grenzfälle des FBI (Fringe)
Game of Thrones
Good Wife (The Good Wife)
Justified
The Killing
The Walking Dead
2012
Homeland
Breaking Bad
Downton Abbey
Game of Thrones
Good Wife (The Good Wife)
Mad Men
2013
Breaking Bad

Game of Thrones
The Americans
Downton Abbey
Good Wife (The Good Wife)
Homeland
2014
Breaking Bad
The Americans
Game of Thrones
Good Wife (The Good Wife)
Masters of Sex
True Detective
2015
The Americans
Empire
Game of Thrones
Good Wife (The Good Wife)
Homeland
Justified
Orange Is the New Black
2016 (Jan.)
Mr. Robot
Empire
Penny Dreadful
Rectify
The Knick
The Leftovers
UnREAL
2016 (Dez.)
Game of Thrones
Better Call Saul
Mr. Robot
Stranger Things
The Crown
This Is Us – Das ist Leben (This Is Us)
Westworld
2018
The Handmaid’s Tale – Der Report der Magd (The Handmaid’s Tale)
American Gods
The Crown
Game of Thrones
Stranger Things
This Is Us – Das ist Leben (This Is Us)
2019
The Americans
Better Call Saul
The Good Fight
Killing Eve
Homecoming
My Brilliant Friend
Pose
Succession
2020
Succession
The Crown
David Makes Man
Game of Thrones
The Good Fight
Pose
This Is Us – Das ist Leben
Watchmen
2021
The Crown
Better Call Saul
The Good Fight
Lovecraft Country
The Mandalorian
Ozark
Perry Mason
This Is Us – Das ist Leben